# Visconde de Leiria
Visconde de Leiria é um título nobiliárquico criado por D. Luís I de Portugal, por Decreto de 20 de Outubro de 1862, em favor de José de Vasconcelos Bandeira de Lemos, antes 1.º Barão de Leiria.
Titulares
1. José de Vasconcelos Bandeira de Lemos, 1.º Barão e 1.º Visconde de Leiria;
2. Maria Benedita de Vasconcelos e Lemos, 2.ª Baronesa e 2.ª Viscondessa de Leiria, casada com António Augusto Pereira de Vasconcelos de Sousa, 2.º Visconde de Leiria jure uxoris e 1.º Conde de Leiria.